# Listă de filme de groază din 2001
Aceasta este o listă de filme de groază din 2001.
| Titlu                                       | Regizor                                  | Distribuție                                         | Țara                                                           | Note                   |
| ------------------------------------------- | ---------------------------------------- | --------------------------------------------------- | -------------------------------------------------------------- | ---------------------- |
| Arachnid                                    | Jack Sholder                             | Alex Reid, Chris Potter, Pepe Sancho                | Spania                                                         | [ 1 ]                  |
| The Attic Expeditions                       | Jeremy Kasten                            | Andras Jones, Seth Green, Jeffrey Combs             | Statele Unite ale Americii                                     | [ 2 ]                  |
| Bangkok Haunted                             | Oxide Pang Chun, Pisut Praesangeam       | Pimsiree Pimsee, Pramote Seangsorn                  | Thailanda                                                      | [ 3 ]                  |
| Bones                                       | Ernest R. Dickerson                      | Pam Grier, Snoop Dogg, Bianca Lawson                | Statele Unite ale Americii                                     | [ 4 ]                  |
| The Breed                                   | Michael Oblowitz                         | Ling Bai, Bokeem Woodbine, Lo Ming                  | Statele Unite ale Americii                                     | [ 5 ]                  |
| Brotherhood of the Wolf                     | Christophe Gans                          | Samuel Le Bihan, Mark Dacascos, Émilie Dequenne     | Franța                                                         | [ 6 ]                  |
| The Brotherhood 2: Young Warlocks           | David DeCoteau                           | Sean Faris, Noah Frank, Stacey Scowley              | Statele Unite ale Americii                                     | [ 7 ]                  |
| The Bunker                                  | Rob Green                                | Jason Flemyng, Charley Boorman, Jack Davenport      | Regatul Unit al Marii Britanii și al Irlandei de Nord          | [ 8 ]                  |
| Children of the Corn: Revelation            | Guy Magar                                | Claudette Mink, Kyle Cassie, Michael Ironside       | Statele Unite ale Americii                                     | [ 9 ]                  |
| Children of the Living Dead                 | Tor Ramsey                               | A. Barrett Worland, Jamie McCoy                     | Statele Unite ale Americii                                     | [ 10 ]                 |
| Christmas Nightmare                         | Vince Di Meglio                          | Kevin VanHook, Tiffany Baker, Charlie Finelli       | Statele Unite ale Americii                                     | [ 11 ]                 |
| Cradle of Fear                              | Alex Chandon                             | Dani Filth, Emily Booth, Eileen Daly                | Regatul Unit al Marii Britanii și al Irlandei de Nord          | [ 12 ]                 |
| Dagon                                       | Stuart Gordon                            | Ezra Godden, Francisco Rabal, Raquel Merono         | Spania                                                         | [ 13 ]                 |
| Dorian                                      | Allan A. Goldstein                       | Malcolm McDowell, Jennifer Nitsch, Christoph Waltz  | Canada · Regatul Unit al Marii Britanii și al Irlandei de Nord | [ 14 ]                 |
| Earth vs. the Spider                        | Scott Ziehl                              | Devon Gummersall                                    | Statele Unite ale Americii                                     | [ 15 ]                 |
| Elvira's Haunted Hills                      | Sam Irvin                                | Cassandra Peterson, Richard O'Brien, Mary Scheer    | Statele Unite ale Americii                                     | Horror comedy          |
| Faust: Love of the Damned                   | Brian Yuzna                              | Mark Frost, Isabel Brooke, Jeffrey Combs            | Spania                                                         | [ 17 ]                 |
| Fausto 5.0                                  | Isidro Ortiz, Alex Olle, Carlus Padrissa | Miguel Ángel Solá, Eduard Fernández, Najwa Nimri    | Spania                                                         | [ 18 ]                 |
| Fear of the Dark                            | Glen Baisley                             | Rosemary Gore, Mike Lane, Kirk Larsen               | Statele Unite ale Americii                                     | [ 19 ]                 |
| Final Stab                                  | David DeCoteau                           | Brannon Gould, Laila Reece Landon, Donnie Eichar    | Statele Unite ale Americii                                     | [ 20 ]                 |
| The Forsaken                                | J. S. Cardone                            | Kerr Smith, Brendan Fehr, Izabella Miko             | Statele Unite ale Americii                                     | [ 21 ]                 |
| Frost: Portrait of a Vampire                | Kevin VanHook                            | Gary Busey, Amy Angelowicz, Michael Lloyd Gilliland | Statele Unite ale Americii                                     | [ 22 ]                 |
| Ghosts of Mars                              | John Carpenter                           | Ice Cube, Natasha Henstridge, Jason Statham         | Statele Unite ale Americii                                     | [ 23 ]                 |
| The Happiness of the Katakuris              | Takashi Miike                            | Kenji Sawada, Keiko Matsuzaka, Shinji Takeda        | Japonia                                                        | [ 24 ]                 |
| Haunted Castle                              | Ben Stassen                              | Harry Shearer                                       | Statele Unite ale Americii                                     | [ 25 ]                 |
| Horror Vision                               | Danny Draven                             | James Black, Josh Covitt                            | Statele Unite ale Americii                                     | [ 26 ]                 |
| How to Make a Monster                       | George Huang                             | Clea Duvall, Steven Culp, Tyler Mane                | Statele Unite ale Americii                                     | Science fiction horror |
| I Spit on Your Corpse, I Piss on Your Grave | Eric Stanze                              | Emily Haack, Shaun Snow                             | Statele Unite ale Americii                                     | [ 28 ]                 |
| Jeepers Creepers                            | Victor Salva                             | Gina Philips, Justin Long, Jonathan Breck           | Statele Unite ale Americii                                     | [ 29 ]                 |
| Jesus Christ Vampire Hunter                 | Lee Gordon Demarbre                      | Josh Grace, Murielle Varhelyi, Glen Douglas         | Canada                                                         | [ 30 ]                 |
| Kairo                                       | Kiyoshi Kurosawa                         | Haruhiko Kato, Kumiko Aso, Koyuki                   | Japonia                                                        | [ 31 ]                 |
| Killer Buzz                                 | Jeff Hare                                | Gabrielle Anwar, Rutger Hauer, Craig Sheffer        | Statele Unite ale Americii                                     | [ 32 ]                 |
| Love Bites                                  | Antoine de Caunes                        | Guillaume Canet, Gérard Lanvin, Asia Argento        | Franța                                                         | Horror comedy          |
| The Mangler 2                               | Michael Hamilton-Wright                  | Lance Henriksen, William Sanderson, Chelse Swain    | Statele Unite ale Americii                                     | [ 34 ]                 |
| Mimic 2                                     | Jean de Segonzac                         | Jon Polito, Bruno Campos, Will Estes                | Statele Unite ale Americii                                     | [ 35 ]                 |
| Mulva: Zombie Ass Kicker!                   | Chris Seaver                             | Missy Donatuti, Lloyd Kaufman, Debbie Rochon        | Statele Unite ale Americii                                     | [ 36 ]                 |
| The Mummy Returns                           | Stephen Sommers                          | Brendan Fraser, Rachel Weisz, Oded Fehr             | Statele Unite ale Americii                                     | [ 37 ]                 |
| Mutation 2: Generation Dead                 | Timo Rose                                | Thomas Kercmar, Olaf Ittenbach, Ted Geoghegan       | Germania                                                       | [ 38 ]                 |
| Plaga Zombie: Mutant Zone                   | Pablo Parés, Hernán Sáez                 | Germán Magariños, Berta Muñiz, Alejandro Nagy       |                                                                | [ 39 ]                 |
| Raptor                                      | Jay Andrews                              | Corbin Bernsen, Alexandra Raines, GiGi Erneta       | Statele Unite ale Americii                                     | [ 40 ]                 |
| The Resurrection Game                       | Mike Watt                                | Ray Yeo, Bill Homan, Amy Lynn Best                  | Statele Unite ale Americii                                     | [ 41 ]                 |
| Route 666                                   | William Wesley                           | Lou Diamond Phillips, Lori Petty, Alex McArthur     | Statele Unite ale Americii                                     | [ 42 ]                 |
| Scary Movie 2                               | Keenen Ivory Wayans                      | Shawn Wayans, Marlon Wayans, Anna Faris             | Statele Unite ale Americii                                     | Horror comedy          |
| Session 9                                   | Brad Anderson                            | David Caruso, Peter Mullan, Josh Lucas              | Statele Unite ale Americii                                     | [ 44 ]                 |
| She Creature                                | Sebastian Gutierrez                      | Rufus Sewell, Carla Gugino, Rya Kihlstedt           | Statele Unite ale Americii                                     | [ 45 ]                 |
| Soft for Digging                            | J.T. Petty                               | Kate Petty, Edmond Mercier, Mia Todd                | Statele Unite ale Americii                                     | [ 46 ]                 |
| Sorum                                       | Jong-chan Yun                            | Kim Myung-min, Jang Jin-yeong, Ki Ju-bong           | Coreea de Sud                                                  | [ 47 ]                 |
| Thir13en Ghosts                             | Steve Beck                               | Tony Shalhoub, Embeth Davidtz, Matthew Lillard      | Statele Unite ale Americii                                     | [ 48 ]                 |
| Tomie: Rebirth                              | Takashi Shimizu                          | Miki Sakai, Satoshi Tsumabuki                       | Japonia                                                        | [ 49 ]                 |
| Tremors 3: Back to Perfection               | Brent Maddock                            | Michael Gross, Charlotte Stewart, Ariana Richards   | Statele Unite ale Americii                                     | [ 50 ]                 |
| Trouble Every Day                           | Claire Denis                             | Béatrice Dalle                                      | Franța                                                         | [ 51 ]                 |
| Visible Secret                              | Ann Hui                                  | Eason Chan, Shu Qi, Anthony Wong                    | Hong Kong                                                      | [ 52 ]                 |
| Wendigo                                     | Larry Fessenden                          | Patricia Clarkson, Jake Weber                       | Statele Unite ale Americii                                     | [ 53 ]                 |
| Wishmaster 3: Beyond Gates Of Hell          | Chris Angel                              | A.J. Cook, Aaron Smolinski, Jason Connery           | Statele Unite ale Americii                                     | [ 54 ]                 |